# Förtsch von Thurnau

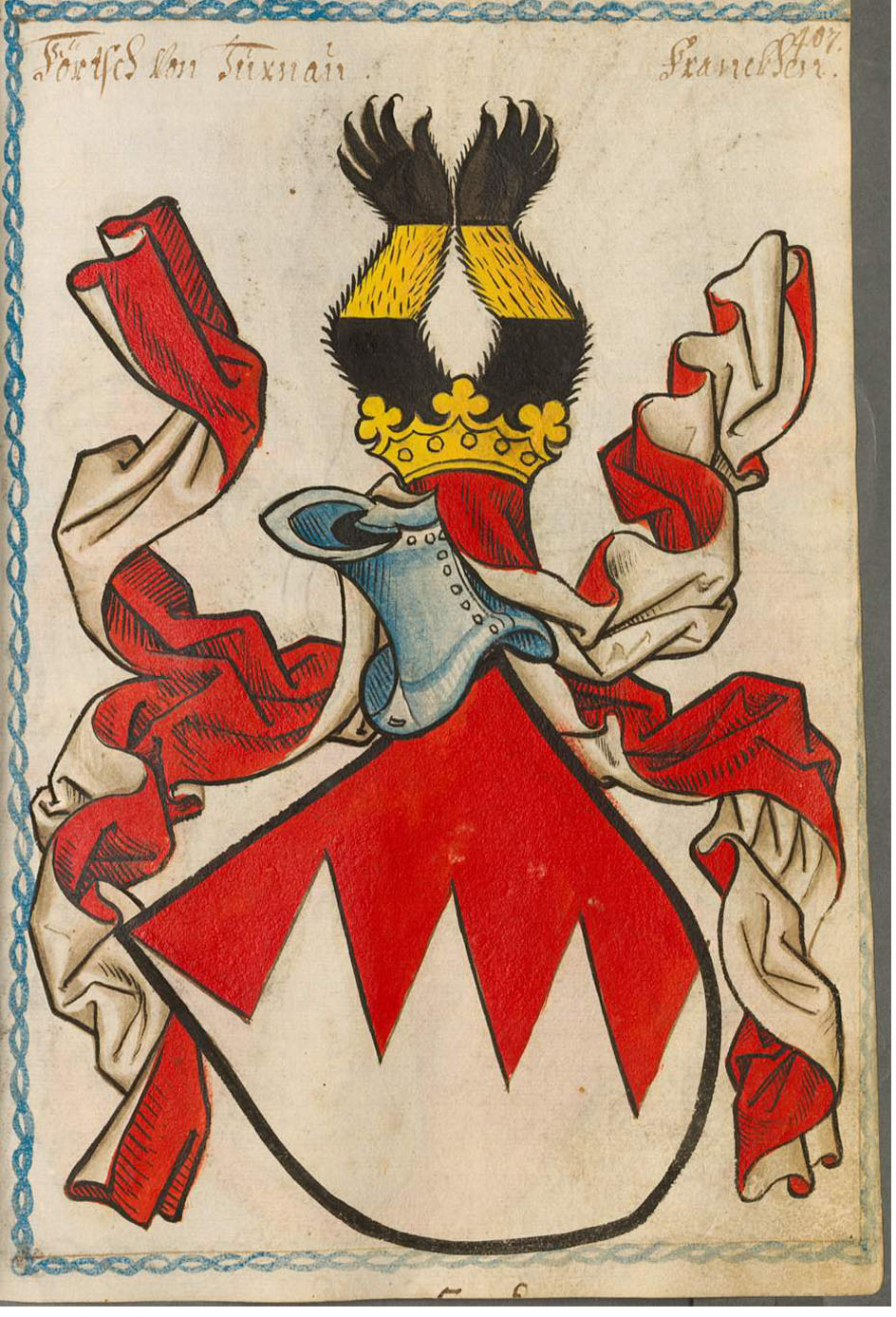
Wappen nach dem Scheibler’schen Wappenbuch

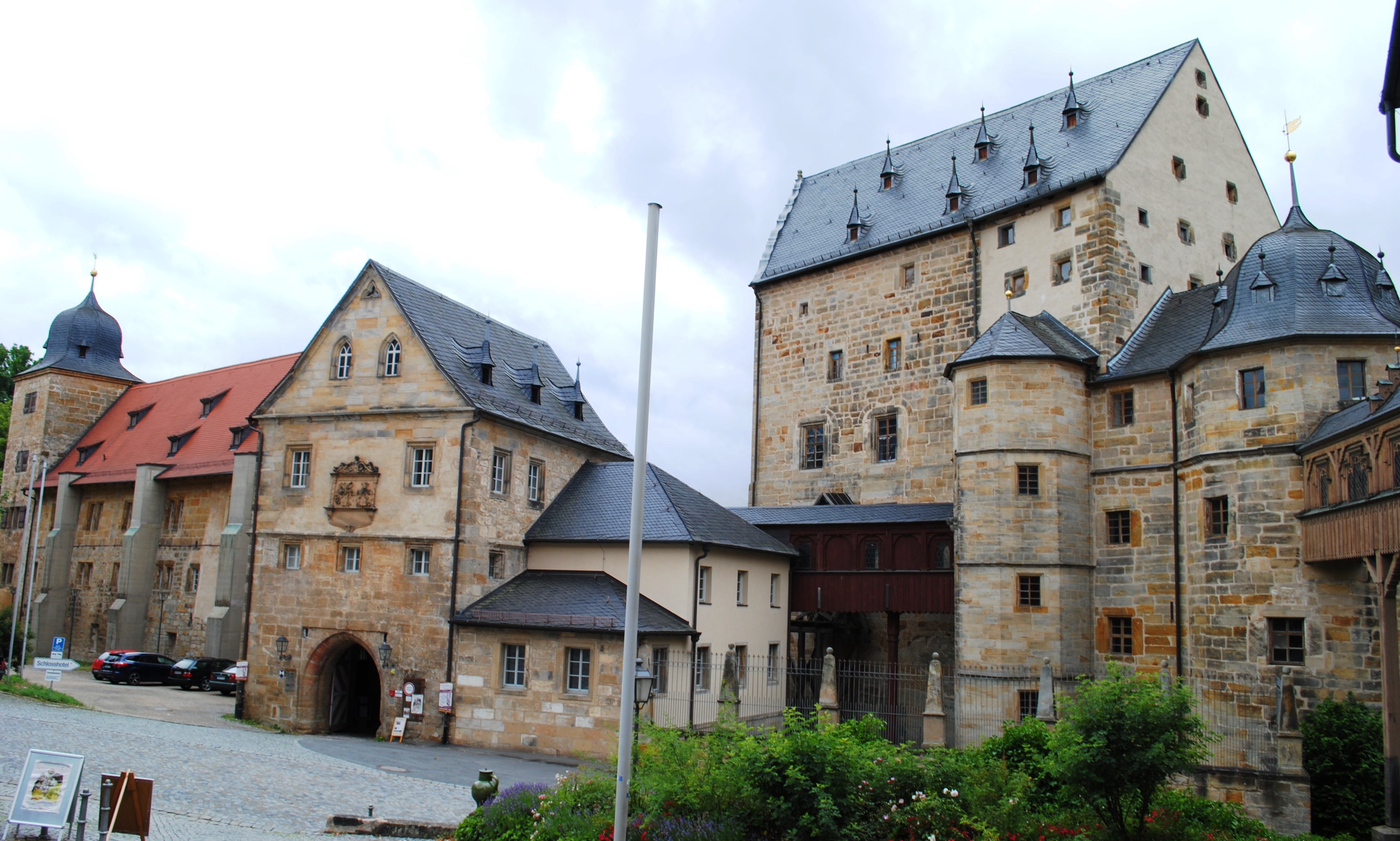
Schloss Thurnau

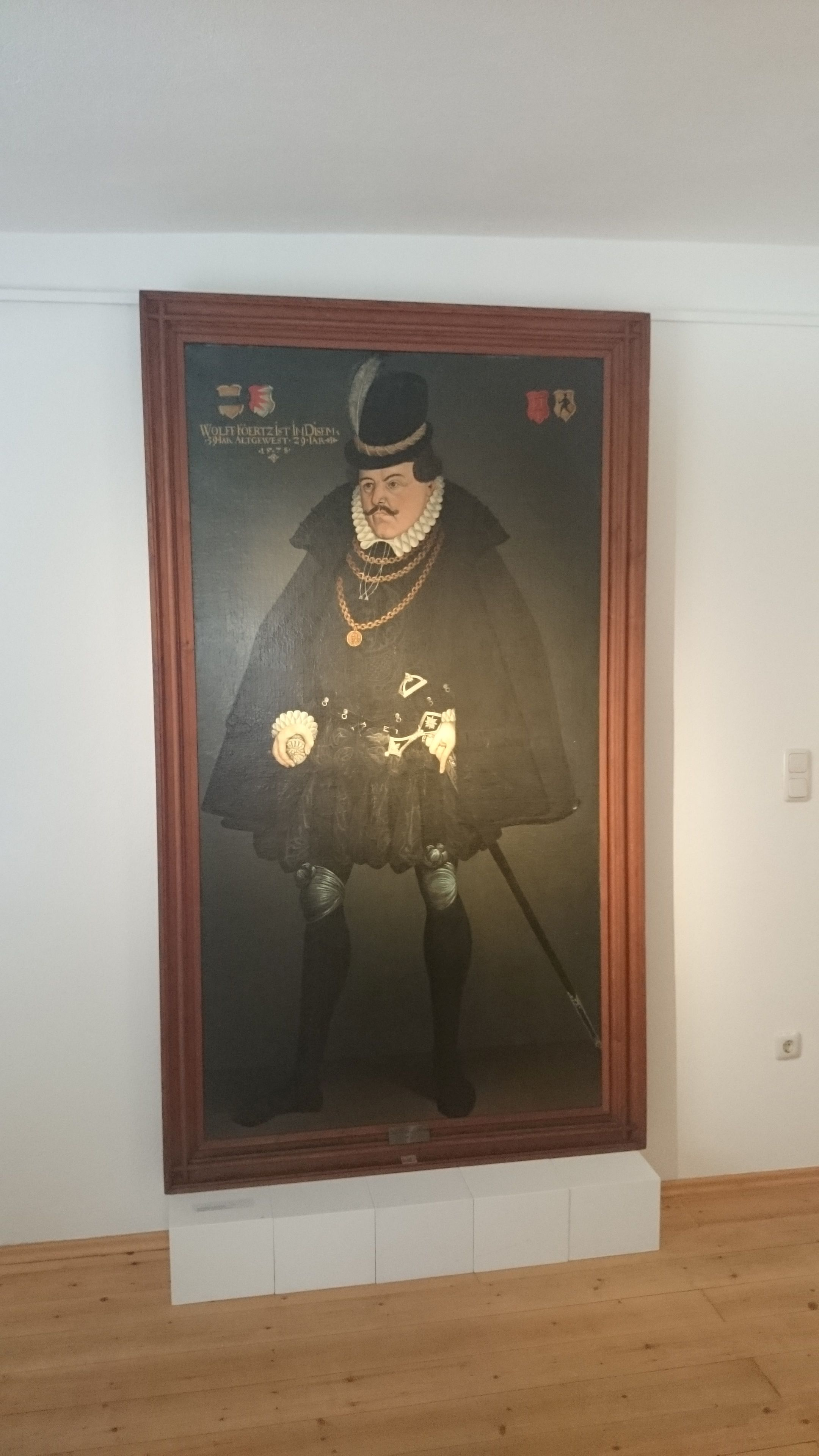
Porträt des Wolf Förtsch von Thurnau auf Schloss Thurnau

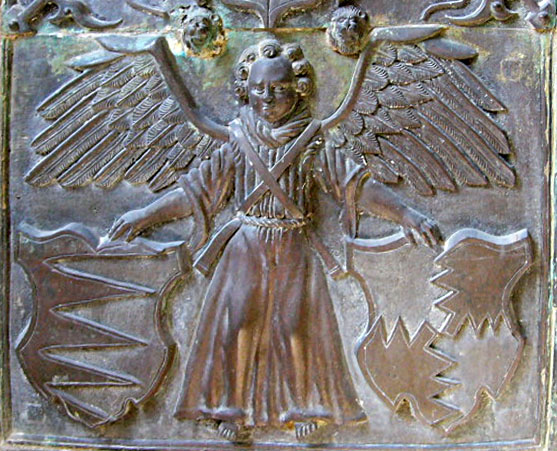
Wappen der Förtsch von Thurnau auf einem Bronzeepitaph in der Kirche von Krögelstein

Die Familie von Förtsch bzw. Förtsch von Thurnau war ein altes fränkisches Adelsgeschlecht.

## Geschichte

### Ursprung
Nach Ruprecht Konrad-Röder zählen die Förtsch zu den Nachkommen des 1059/1096 urkundlich belegten Wigger von Langheim. Er schließt dies aus den in diesem Familienverband auftretenden Leitnamen Arnold, Eberhard und Wolfram, die auch die Förtschen trugen, und aus der Übereinstimmung von Besitzkomplexen am mittleren Obermain. Als Urahnen der Familie erschienen 1149 Eberhard (I.) „de Briswizze“ (Oberpreuschwitz) und dessen Sohn Arnold (I.), 1167 als „de Menigen“ (Menchau) genannt, unter der Ministerialität des Grafen Berthold von Andechs-Meranien. Als Stammsitz gilt der Turmhügel in Dörnhof bei Oberpreuschwitz.
Eberhard II., der Sohn Arnolds I., erschien um 1205 mit dem Beinamen „Vorsco“, wobei es sich nach Konrad-Röders Ansicht um ein aus dem Deutschen stammendes slawisches Lehenswort handelt, mit der Bedeutung Gefolgsmann (zu slawisch borscha = Bursche, Knabe).
Ein weiterer Nachkomme Arnolds von Menchau erschien um 1216 mit dem Beinamen „hospes“, dem lateinischen Wort für Gast oder Wirt. Er gilt als Stammvater der Herren von Wirsberg. 1244 erhielten Eberhardus Forscho de Turnowe und dessen Sohn Albert (I.) de Waldinrode vom Andechs-Meranier Otto VIII. die Burg Arnstein zu Lehen. Damit stammt auch der Familienverband Wallenrode/Waldenfels von den Förtschen ab.

### Schloss Thurnau
1244 nannte sich Eberhard III. Förtsch erstmals „de Turnowe“. Thurnau ist heute ein Markt im Landkreis Kulmbach in Oberfranken. Die Herrschaft Thurnau lag in der Interessenssphäre der auf die Erweiterung ihrer Territorien bedachten Burggrafen von Nürnberg und der Bischöfe von Bamberg. Sie war von den Walpoten an die Förtsch gelangt. Dietrich II., der Berner, ein Enkel des 1244 genannten „Eberhard III. Forscho de Turnowe“, verkaufte seinen Anteil an Thurnau 1288 dem Bamberger Bischof Arnold von Solms. Sein Vetter Albert II. trug zunächst 1292 seine freieigene Burg Thurnau ebenfalls dem Bamberger Bischof zu Lehen auf, verkaufte sie dann aber 1307 samt allen ihren Zugehörungen an den Burggrafen Friedrich IV. von Nürnberg. Als Besitz der Förtsch wurden damals Kasendorf, Döllnitz, Muckenreuth, Hörlinreuth, Felkendorf, Menchau, Limmersdorf und Berndorf genannt. Auf den Protest von Bischof Wulfing von Bamberg hin musste dieser Vertrag zwar wieder rückgängig gemacht werden, Kasendorf aber blieb im Besitz des Burggrafen.
Zu den wichtigsten Rechten, welche die Förtsche in ihrer Herrschaft Thurnau wahrzunehmen hatten, zählte das der Hochgerichtsbarkeit. Dieses herrschaftsbildende Recht versuchten ihnen jedoch die Nürnberger Burggrafen streitig zu machen, so dass es Martin Förtsch 1397 für nötig hielt, sich das „Halsgericht mit Stock und Galgen“ in Thurnau von König Wenzel bestätigen zu lassen. Die Streitigkeiten zwischen den Förtschen und den benachbarten Hohenzollern wurden erst 1539 beigelegt, als sich Wolf Förtsch bereiterklärte, „die fraischliche Obrigkeit zu Thurnau“ von den Markgrafen zu Brandenburg als Lehen zu empfangen. Die Familie war im Ritterkanton Gebürg organisiert.
Der älteste Teil des Schlosses ist die Kemenate, das „Hus uf dem Stein“, aus dem 13. Jahrhundert. Sie wurde von den Rittern von Förtsch erbaut. Zwischen 1430 und 1477 wurden der Archivbau und ein Wohntrakt angefügt.
Der Ritter Jorg war „der eltst und letzt des Geschlechts der Förtsch“, mit ihm erlosch die Familie am Karfreitag (31. März) 1564. Der umfangreiche Besitz der Familie fiel an die Tochter Ursula des 1551 verstorbenen Wolf Förtsch. Sie war vermählt mit Hans Friedrich von Künsberg, ihre Schwestern Anastasia mit dem schon vor 1564 verstorbenen Siegmund Fuchs von Rügheim und Barbara mit Hans Georg von Giech zu Buchau. Anastasia Fuchs von Rügheim wurde mit Geld abgefunden; die Familien von Giech und von Künsberg wurden die Herren in Thurnau.

### Verwandte Geschlechter
Unmittelbar verwandte Adelsgeschlechter sind unter anderen die Fuchs von Rügheim, Giech, Künsberg und Sparneck.

## Persönlichkeiten
- Katharina Förtsch von Thurnau, Äbtissin von Kloster Himmelkron (1409–1410)

## Wappen
Blasonierung: „Im Spitzenschnitt von Rot und Silber schrägrechts geteilt. Ein Grabstein im Kloster Himmelkron, der vor 1300 datiert wurde, zeigt als Helmzier einen Bärenrumpf. Im Scheiblerschen Wappenbuch ist die Helmzier gekrönt und der Rumpf wurde auf zwei nach oben erhobene schwarze Tatzen erhoben mit goldenem Querbalken. Die Helmdecken sind Rot und Silber.“ Die Farben Rot und Silber im Wappen der Gemeinde Stadelhofen erinnern an die Familien von Förtsch und von Giech.

Wappen der Familie von Förtsch
Wappen der Gemeinde Stadelhofen